# Monnina virescens
Monnina virescens är en jungfrulinsväxtart som beskrevs av Arech.. Monnina virescens ingår i släktet Monnina och familjen jungfrulinsväxter. Inga underarter finns listade i Catalogue of Life.